# Короткие истории (фильм, 1963)
«Короткие истории» (подзаголовок «Несколько улыбок по разным поводам») — советский трёхсерийный телевизионный художественный фильм.
«Короткие истории» считают прообразом будущей популярной телепередачи «Кабачок „13 стульев“», вышедшей на экраны в 1966 году.

## Сюжет
Фильм представляет собой трёхсерийную подборку из инсценировок нескольких юмористических рассказов советских и зарубежных авторов, опубликованных в серии брошюр Библиотечка журнала «Крокодил», действие которых происходит в кафе, в учреждении, в бассейне, на кухне и тому подобных местах.
Первая серия:
1. «Улыбнись, товарищ!»
2. «Интересно…» (музыкально-танцевальная)
3. «Вопрос о лопнувшей трубе»
4. «Я стучу на машинке» (музыкально-танцевальная)
5. «И так бывает…» (мультфильм)
6. «Осторожный человек»
7. «Времена года» (музыкально-графическая)
8. «Семейный вечер»
9. «Шутки-малютки» (очень короткие истории, 11 серий)

Вторая серия:
1. «Условия развода»
2. «Телефон» (музыкально-танцевальная)
3. «Калиновский»
4. «Сестра Моника» (графическая)
5. «Случай в самолёте»
6. «Мошенник»
7. «Тайна комнаты № 216»
8. «Шутки-малютки» (очень короткие истории, 10 серий)

Третья серия:
1. «Порядок прежде всего»
2. «В суде»
3. «Однажды…» (музыкально-танцевальная)
4. «Слоны из мух»
5. «Умелец»
6. «Маэстро» (музыкальная)
7. «Следите за моралью»:

«Гостеприимство»
«Поучительная история»
«Легенда о блуждающих зеркалах».

## В ролях
| Актёр                  | Роль |
| ---------------------- | --- |
| Ростислав Плятт        | рассказчик (Улыбнись, товарищ!) |
| Георгий Менглет        | начальник |
| Борис Чирков           | мастер-портной |
| Евгений Леонов         | заказчик |
| Вера Орлова            | клиентка парикмахерской («Калиновский») / кассирша на вокзале («Порядок прежде всего») / пани Ковальская («Семейный вечер») / Ганна («Шутки-малютки») |
| Мария Миронова         | пани Кристина |
| Александр Менакер      | муж пани Кристины |
| Анатолий Папанов       | умелец/телемастер |
| Ольга Аросева          | Гелена / пани Фисташкова |
| Георгий Вицин          | муж |
| Михаил Пуговкин        | директор ателье |
| Владимир Лепко         | руководитель занятий по техминимуму |
| Юрий Соковнин          | бригадир |
| Георгий Тусузов        | демагог |
| Клён Протасов          | сознательный рабочий |
| Владимир Раутбарт      | пан Ковальский |
| Лилия Трунина          | Татьяна |
| Людмила Графова        | Надя |
| Людмила Васильева      | Люба |
| Ирина Седлярова        | Вера |
| Роза Макагонова        | жена |
| Владимир Васильев      | муж |
| Юрий Медведев          | председатель домкома |
| Алексей Варламов       | продавец |
| Юрий Фомичёв           | сотрудник музея |
| Леонид Пирогов         | инспектор статистического управления |
| Светлана Харитонова    | хозяйка квартиры |
| Бронислава Тронова     | сотрудница |
| Светлана Захватошина   | ведущая / официантка |
| Инна Харламова         | администратор в ресторане |
| Елена Хуцешвили        | ведущая |
| Владимир Корецкий      | клиент парикмахерской |
| Всеволод Ларионов      | Эпизод |
| Александр Шворин       | Эпизод |
| Павел Винник           | Эпизод |
| Виктор Байков          | Эпизод |
| Людмила Геника-Чиркова | жена |
| Леонид Швачкин         | портной |
| Георгий Вовк           | Эпизод |
| Юрий Гердов            | Эпизод |
| Валентин Смирнов       | Эпизод |
| Борис Брунов           | Эпизод |
| Валентина Токарская    | тёща / любопытная женщина |
| Екатерина Райкина      | Ванга |
| Нина Архипова          | Зося |
| Слава Царёв            | школьник |
| Юрий Волынцев          | Эпизод |
| Маргарита Жигунова     | вторая хозяйка |

## Съёмочная группа
- Авторы сценария:
  - 1-я серия: И.Гаран, Стефания Гродзенская, Ю.Майлат, Р.Стэнеску, И.Тильш-Фельцман, В.Понев.
  - 2-я серия: А.Палашту, Стефания Гродзенская, Януш Осенка, Анатоль Потемковский, Э.Шмитт.
  - 3-я серия: сёстры Гинряры (псевдоним творческого трио Михаил Гиндин и Генрих Рябкин и Ким Рыжов), Иоанна Вилинская, Р.Винер, Леонид Куксо, Анатоль Потемковский, Б.Привалов, Руди Штраль
- Режиссёр: Михаил Григорьев
- Операторы: Лев Бунин, Михаил Суслов, Владимир Фастенко
- Художники: А. Грачёв, А. Чистов
- Композиторы: Алексей Мажуков, Евгений Птичкин, Ян Френкель

## Технические данные
- Чёрно-белый, звуковой.
- Трёхсерийный.